# Ona tropical

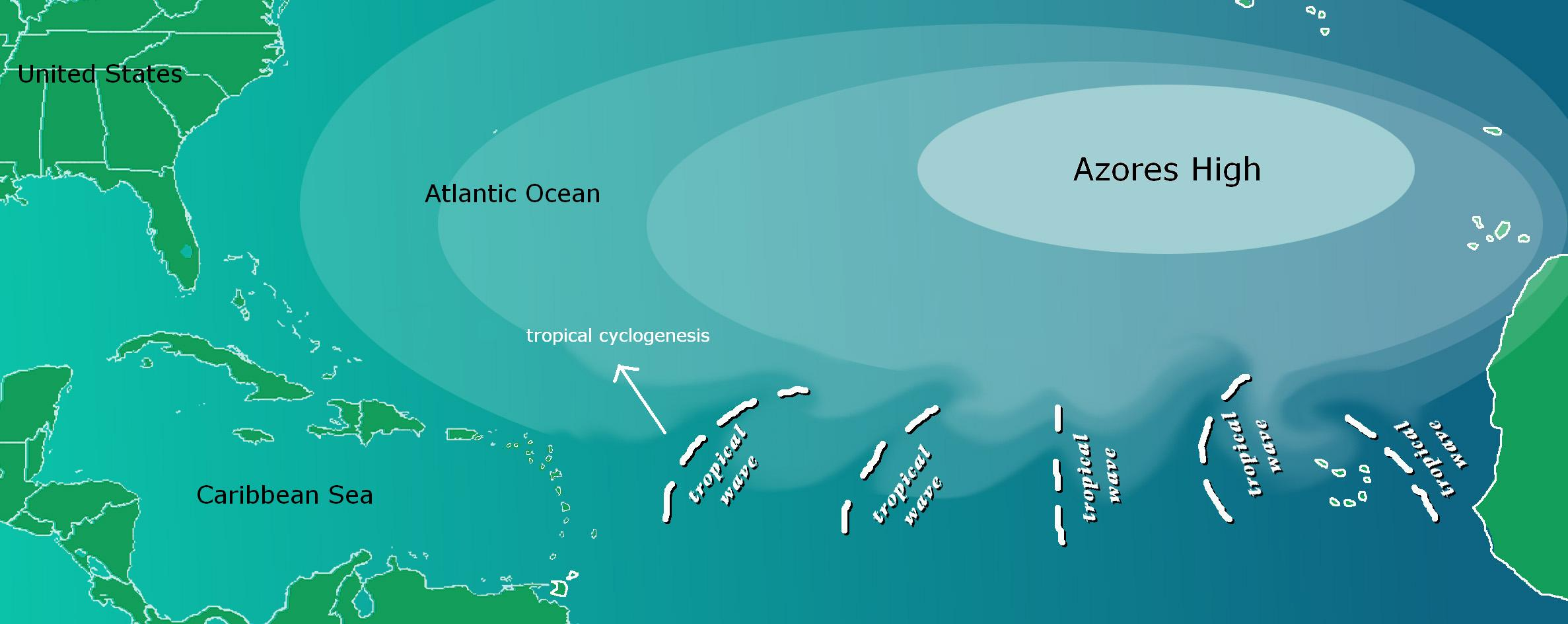
Formació d'una ona tropical.

Una ona tropical o ona de l'est a l'oceà atlàntic és un tipus de comellar atmosfèric, és a dir, una àrea allargada de pressions relativament baixes orientada de nord a sud, movent-se d'est a oest a través dels tròpics provocant àrees de núvols i tempestes. Les ones tropical són transportades en direcció oest pels vents alisis, que bufen paral·lels als tròpics, i poden propiciar la formació de ciclons tropical en les conques de l'Atlàntic nord i del Pacífic nord-oriental.
Una ona tropical principalment segueix a una àrea d'aire descendent intensament sec que bufa des del nord-est. Després de passar la línia de comellar el vent vira cap al sud-est, la humitat incrementa abruptament i l'atmosfera es desestabilitza. Això produeix xàfecs generalitzats i tempestes, de vegades severes. Els xàfecs gradualment disminueixen a mesura que l'ona es desplaça cap a l'oest. Una excepció a aquesta precipitació ocorre a l'Oceà Atlàntic. Una ona tropical és seguida per una ona d'aire seca anomenada capa d'aire saharià. La inversió de l'aire sec cobreix la convecció, deixant el cel clar. A més a més, la presència de pols a la capa sahariana reflecteix la llum solar, refredant l'aire de sota.